# 허남각
허남각(許南珏, 1938년 ~ 2025년 6월 4일)은 대한민국의 기업인으로, 삼양통상 회장을 역임했다. GS그룹 창업주 허만정의 장손이자, 삼양통상 창업주 허정구의 장남이다.

## 생애 및 학력
1938년 경상남도 진주에서 태어났다. 서울 보성고등학교를 졸업하고 서울대학교 상과대학 경제학과에서 학사 학위를 받은 뒤, 미국 시카고대학교 대학원에서 경제학 석사 학위를 취득했다.

## 경력
1961년 삼양통상 사장에 취임하여 동남아 무역 확대와 베트남 진출을 추진했다.  
1976년부터는 회장직을 맡아 회사를 이끌었으며, 1986년 미국 나이키와 계약을 맺고 한국나이키 설립과 국내 유통 기반 마련에 기여했다.

## 사회공헌
서울대학교 총동창회와 함께 '허남각 특지 장학회'를 설립해 장학 사업을 지속해왔다.  
또한 가족과 함께 고려대학교 '보헌장학회'를 운영하며 교육 기부를 이어갔다.  
2003년부터는 부친의 유지를 잇는 '허정구배 한국 아마추어 골프 선수권대회'를 후원해왔다.

## 사망
2025년 6월 4일 숙환으로 별세하였다. 향년 87세. 유족으로는 장남 허준홍 삼양통상 대표이사와 딸 허정윤이 있다.